# Velika nagrada Velike Britanije 1951
Velika nagrada Velike Britanije 1951 je bila peta dirka Svetovnega prvenstva Formule 1 v sezoni 1951. Odvijala se je 14. julija 1951.

## Rezultati

### Kvalifikacije
| Poz | Št | Dirkač                     | Konstruktor        | Čas       | Zaostanek |
| --- | -- | -------------------------- | ------------------ | --------- | --------- |
| 1   | 12 | José Froilán González      | Ferrari            | 1:43,4    | –         |
| 2   | 2  | Juan Manuel Fangio         | Alfa Romeo         | 1:44,4    | + 1,0     |
| 3   | 1  | Nino Farina                | Alfa Romeo         | 1:45,0    | + 1,6     |
| 4   | 11 | Alberto Ascari             | Ferrari            | 1:45,4    | + 2,0     |
| 5   | 10 | Luigi Villoresi            | Ferrari            | 1:45,8    | + 2,4     |
| 6   | 3  | Consalvo Sanesi            | Alfa Romeo         | 1:50,2    | + 6,8     |
| 7   | 4  | Felice Bonetto             | Alfa Romeo         | 1:52,0    | + 8,6     |
| 8   | 14 | Peter Whitehead            | Ferrari            | 1:54,6    | + 11,2    |
| 9   | 22 | Louis Rosier               | Talbot-Lago-Talbot | 1:56,0    | + 12,6    |
| 10  | 8  | Bob Gerard                 | ERA                | 1:57,0    | + 13,6    |
| 11  | 18 | Duncan Hamilton            | Talbot-Lago-Talbot | 1:57,2    | + 13,8    |
| 12  | 9  | Brian Shawe-Taylor         | ERA                | 1:58,2    | + 14,8    |
| 13  | 23 | Louis Chiron               | Talbot-Lago-Talbot | 2:00,2    | + 16,8    |
| 14  | 25 | Johnny Claes               | Talbot-Lago-Talbot | 2:05,8    | + 22,4    |
| 15  | 15 | David Murray               | Maserati           | 2:06,0    | + 22,6    |
| 16  | 17 | Philip Fotheringham-Parker | Maserati           | 2:13,2    | + 29,8    |
| 17  | 16 | John James                 | Maserati           | 2:17,0    | + 33,6    |
| 18  | 5  | Joe Kelly                  | Alta               | 2:18,4    | + 35,0    |
| 19  | 7  | Peter Walker               | BRM                | brez časa | –         |
| 20  | 6  | Reg Parnell                | BRM                | brez časa | –         |
| DNA | 19 | Maurice Trintignant        | Simca-Gordini      | –         | –         |
| DNA | 20 | Robert Manzon              | Simca-Gordini      | –         | –         |
| DNA | 21 | André Simon                | Simca-Gordini      | –         | –         |
| DNA | 24 | Philippe Étancelin         | Talbot-Lago-Talbot | –         | –         |

### Dirka
| Poz | Št | Dirkač                     | Konstruktor        | Krogi | Čas/Odstop    | Št. m. | Toč |
| --- | -- | -------------------------- | ------------------ | ----- | ------------- | ------ | --- |
| 1   | 12 | José Froilán González      | Ferrari            | 90    | 2:42:18,2     | 1      | 8   |
| 2   | 2  | Juan Manuel Fangio         | Alfa Romeo         | 90    | +51,0         | 2      | 6   |
| 3   | 10 | Luigi Villoresi            | Ferrari            | 88    | +2 kroga      | 5      | 4   |
| 4   | 4  | Felice Bonetto             | Alfa Romeo         | 87    | +3 krogi      | 7      | 3   |
| 5   | 6  | Reg Parnell                | BRM                | 85    | +5 krogov     | 20     | 2   |
| 6   | 3  | Consalvo Sanesi            | Alfa Romeo         | 84    | +6 krogov     | 6      |     |
| 7   | 7  | Peter Walker               | BRM                | 84    | +6 krogov     | 19     |     |
| 8   | 9  | Brian Shawe Taylor         | ERA                | 84    | +6 krogov     | 12     |     |
| 9   | 14 | Peter Whitehead            | Ferrari            | 83    | +7 krogov     | 8      |     |
| 10  | 22 | Louis Rosier               | Talbot-Lago-Talbot | 83    | +7 krogov     | 9      |     |
| 11  | 8  | Bob Gerard                 | ERA                | 82    | +8 krogov     | 10     |     |
| 12  | 18 | Duncan Hamilton            | Talbot-Lago-Talbot | 81    | +9 krogov     | 11     |     |
| 13  | 25 | Johnny Claes               | Talbot-Lago-Talbot | 80    | +10 krogov    | 14     |     |
| Ods | 1  | Nino Farina                | Alfa Romeo         | 75    | Sklopka       | 3      | 1   |
| NC  | 23 | Joe Kelly                  | Alta               | 75    | +15 krogov    | 18     |     |
| Ods | 11 | Alberto Ascari             | Ferrari            | 56    | Menjalnik     | 4      |     |
| Ods | 17 | Philip Fotheringham-Parker | Maserati           | 46    | Puščanje olja | 16     |     |
| Ods | 15 | David Murray               | Maserati           | 45    | Motor         | 15     |     |
| Ods | 23 | Louis Chiron               | Talbot-Lago-Talbot | 41    | Zavore        | 13     |     |
| Ods | 16 | John James                 | Maserati           | 23    | Hladilnik     | 17     |     |